# Morton Gould
Morton Gould (10. december 1913 – 21. februar 1996) var en amerikansk komponist, pianist og dirigent.
Gould blev født i Richmond Hill ved New York og blev tidligt anerkendt som et vidunderbarn med evner indenfor improvisation og komposition. Således udgav han sin første komposition i en alder af kun 6.
Gould studerede ved Institute of Musical Art, dog var hans vigtigste lærer Abby Whiteside og Vincent Jones.
Har skrevet en lang række orkesterværker , 6 symfonier og klavermusik i en elegant og fængende stil, samt film- og teatermusik.

## Udvalgte værker
- Symfoni nr. 1 (1943) - for orkester
- Symfoni nr. 2 "Symfoni over march numre" (1944) - for symfonisk band
- Symfoni nr. 3 (1946) - for orkester
- Symfoni nr. 4 "West Point" (1952) - for brassband
- Symfoni af spirituelle (nr. 5) (1975) - for kor og orkester
- Symfoni "Hundredeårige Symfoni" (1983) - for band
- "Amerikansk symfonette nr. 2" (1939) - for orkester
- Symfonette nr. 3 (tredje Amerikanske Symfonette) - for orkester
- Symfonette nr. 4 (Latin-Amerikansk Symfonette) (1933) - for orkester
- Strygermusik (1995) - for strygeorkester
- "Holocaust: suite" (fra NBC-TV-serien) (1978) - filmmusik for orkester